# Кіш охорони республіканського ладу
Кіш охорони республіканського ладу, Кіш охорони республіки — спеціальне збройне формування Української Народної Республіки, що мало завдання «охороняти республіканський лад, внутрішній порядок і спокій в Українській Народній Республіці та забезпечувати вольності і права народу». Створене на підставі закону Директорії УНР від 28 лютого 1919. Підпорядковувалося безпосередньо міністрові внутрішніх справ. Його отаманом було призначено П.Богацького.
Згідно із законами, постановами, розпорядженнями, наказами та іншими актами Директорії УНР, до діянь, які вважалися «посяганням на республіканський соціалістичний лад» і повинні були жорстко викорінюватися, належали, зокрема:

1) підбурювальна письмова чи усна агітація проти державного устрою УНР, її самостійності, гол. командування, Директорії, її законів та установ у військових частинах і серед населення, поширення брехливих чуток та прокламацій;

2) привласнення функцій влади різними організаціями, комісіями й комітетами;

3) заклики до федерації чи з'єднання України з іншою державою;

4) випадки самочинних трусів, реквізицій, арештів і самосудів;

5) організація маніфестацій, зібрань на площах та вулицях;

6)нищення фабрик і заводів, вирубування лісів, розкрадання військового майна;

7) незаконне володіння зброєю;

8) саботаж.
Згідно із законами Директорії, більшовицькі агітатори у військах, гетьманські агенти і найманці підлягали розстрілу «без слідства і суду на місці скоєння злочинства». Такою самою мала бути й доля осіб, схоплених під час пограбування, розбійництва чи збройних нападів.
Згідно з актами Директорії (від 24 січня 1919, 16 серпня 1919 та ін.), у місцевостях, де було оголошено стан облоги, дозволялися позасудові репресії у вигляді вислання за межі УНР чи арешту на строк до 2 місяців.
Остаточне рішення щодо усіх такого роду покарань затверджували старші начальники військових частин, повітові та губернські комісари, міністр внутрішніх справ, а в особливих випадках — спеціальна особлива нарада у складі міністрів юстиції, військових і внутрішніх справ.
Підрозділи коша, як і формування народної міліції, створювались у контрольованих Директорією місцевостях і фактично діяли за правилами, встановленими статутом Державної варти Української Держави, затвердженим 9 серпня 1918. Чинність останнього, незважаючи на акти про скасування Державної варти від 3 січня 1919 та 4 січня 1919, фактично була продовжена законом Директорії від 25 липня 1919.
Бійці коша брали участь у придушенні виступів проти С.Петлюри його власних отаманів у червні 1919 та інших збройних повстань.
Кіш припинив існування восени 1920 після втрати Директорією влади на українських землях.